# Braison Cyrus

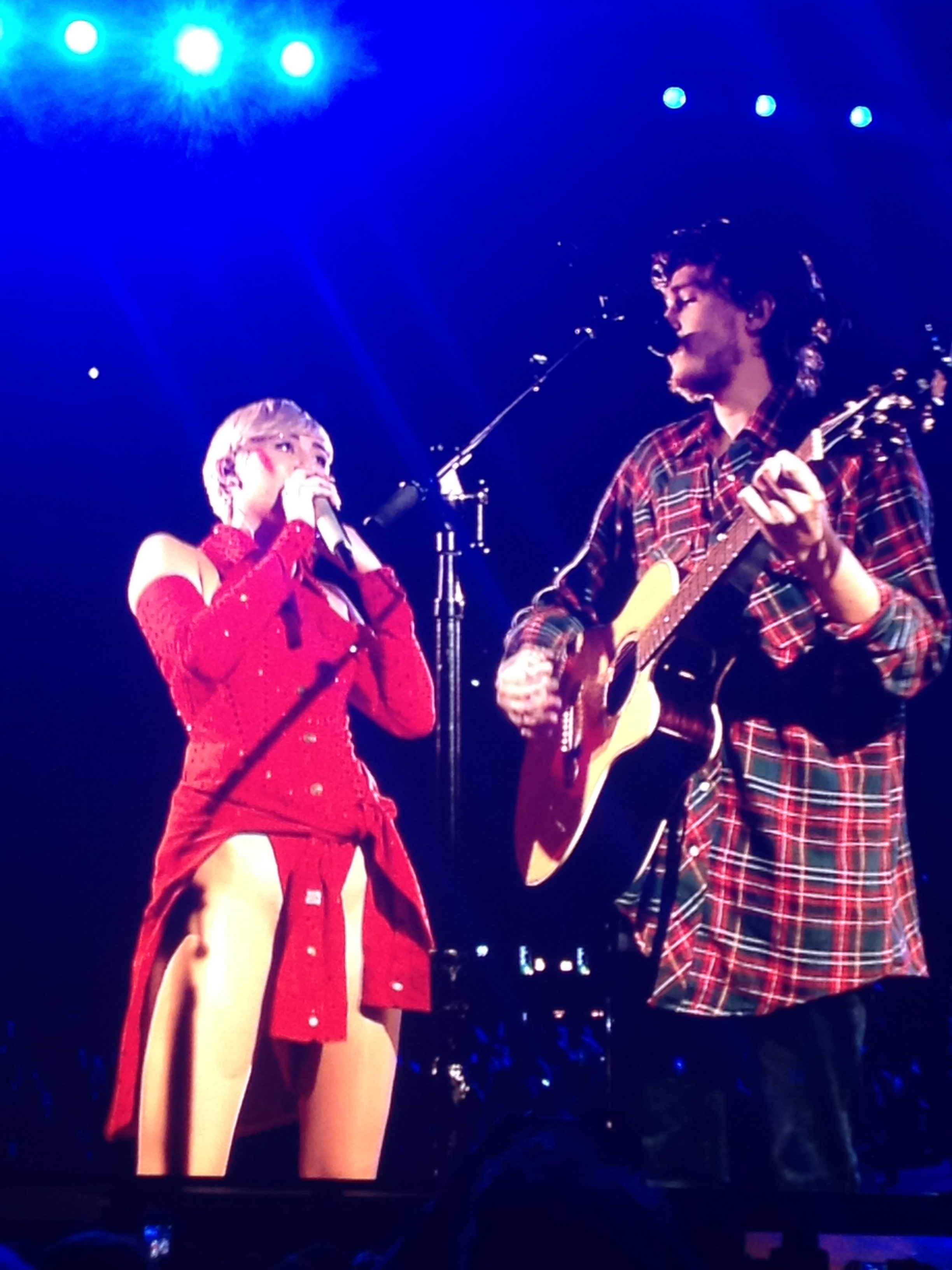
Miley und Braison Cyrus (2014)

Braison Chance Cyrus (* 9. Mai 1994 in Nashville, Tennessee) ist ein US-amerikanischer Schauspieler und Model.

## Privatleben
Braison Cyrus wurde 1994 als zweites gemeinsames Kind von Billy Ray Cyrus und Leticia Tish Cyrus geboren. Miley und die jüngere Noah Cyrus sind seine Geschwister; Brandi und Trace Cyrus sind seine Halbgeschwister aus früheren Beziehungen seiner Mutter.
Im November 2019 heiratete er in Franklin Stella McBride. Im Juni 2021 wurde sein erster Sohn geboren.

## Karriere
Einen ersten Fernsehauftritt hatte er mit sieben Jahren als Kinderdarsteller in der ersten Folge der Fernsehserie Doc. Später spielte er neben seiner Schwester Miley in Hannah Montana mit und trat in einigen Dokumentarfilmen über sie auf. 2017 hatte er eine Nebenrolle in der Filmkomödie Heels.
Mit 18 Jahren schloss Cyrus einen Modelvertrag mit Wilhelmina Models ab. 2017 hatte er auf der Milan Men’s Fashion Week sein Laufstegdebüt und stellte Teile der Frühjahreskollektion 2018 von Dolce & Gabbana vor.

## Filmografie
- 2001: Doc (Fernsehserie)
- 2017: Heels

## Diskografie
- 2018: I'll Never Leave You
- 2020: Glass Between Us
- 2020: Heart is Gold
- 2020: Across the Great Plains
- 2021: Disappear
- 2021: Black Water (feat. Steve Earle)
- 2021: Autumn Leaves